# Cloverdale (Virginie)
Pour les articles homonymes, voir Cloverdale.
Cloverdale est une census-designated place située dans le comté de Botetourt, dans l’État de Virginie, aux États-Unis. Lors du recensement de 2020, elle comptait 3 410 habitants.